# ドクターの戦争
「ドクターの戦争」（ドクターのせんそう、原題: A Good Man Goes to War）は、イギリスのSFドラマ『ドクター・フー』の第6シリーズ第7話。2011年6月4日に BBC One で初放送された。第6シリーズ中盤のフィナーレであり、スティーヴン・モファットが脚本を、ピーター・ホアーが監督を担当した。
本作は、今まで共に旅をしていたエイミー・ポンド（演:カレン・ギラン）が操作されたゲンガーであり、さらにオリジナルのエイミーは遠く離れた宇宙基地で分娩しているという状況が明かされた「ゲンガーの反乱」のクリフハンガーから続く。異星人のタイムトラベラー11代目ドクター（演:マット・スミス）とエイミーの夫ローリー・ウィリアムズ（演:アーサー・ダーヴィル）は同盟軍を招集してエイミーとその娘メロディー・ポンドの救出に向かう。
本作では登場人物リヴァー・ソング（演:アレックス・キングストン）がエイミーとローリーの娘であることが明かされる。リヴァーの正体は今までトップシークレットとされており、脚本の正しい結末を把握していたのはキャストとスタッフの中でも数人だけであった。本作の冒頭には製作チームにとって能力の試される、数多くの場所が登場した。主な舞台はデーモンズ・ランで、カーディフの格納庫と軍事施設で撮影された。「ドクターの戦争」はイギリスで757万人の視聴者を獲得し、Appreciation Index は88を記録した。批評家の反応は広く肯定的であり、本作は2012年ヒューゴー賞映像部門短編部門にもノミネートされた。

## プロット

### 前日譚
2011年5月28日、「ゲンガーの反乱」の放送直後にBBCが「ドクターの戦争」の前日譚を公開した。前日譚ではドリウムが2人の首なし修道士と話をしており、彼は修道士の必要とするセキュリティ・プロトコルの情報が含まれているジュドゥーンの脳を彼らに渡す。ドリウムは地域の噂話を耳にして修道士の計画を知っていると告げ、ドクターを話題に挙げて彼を怒らせないよう警告した。

### 連続性

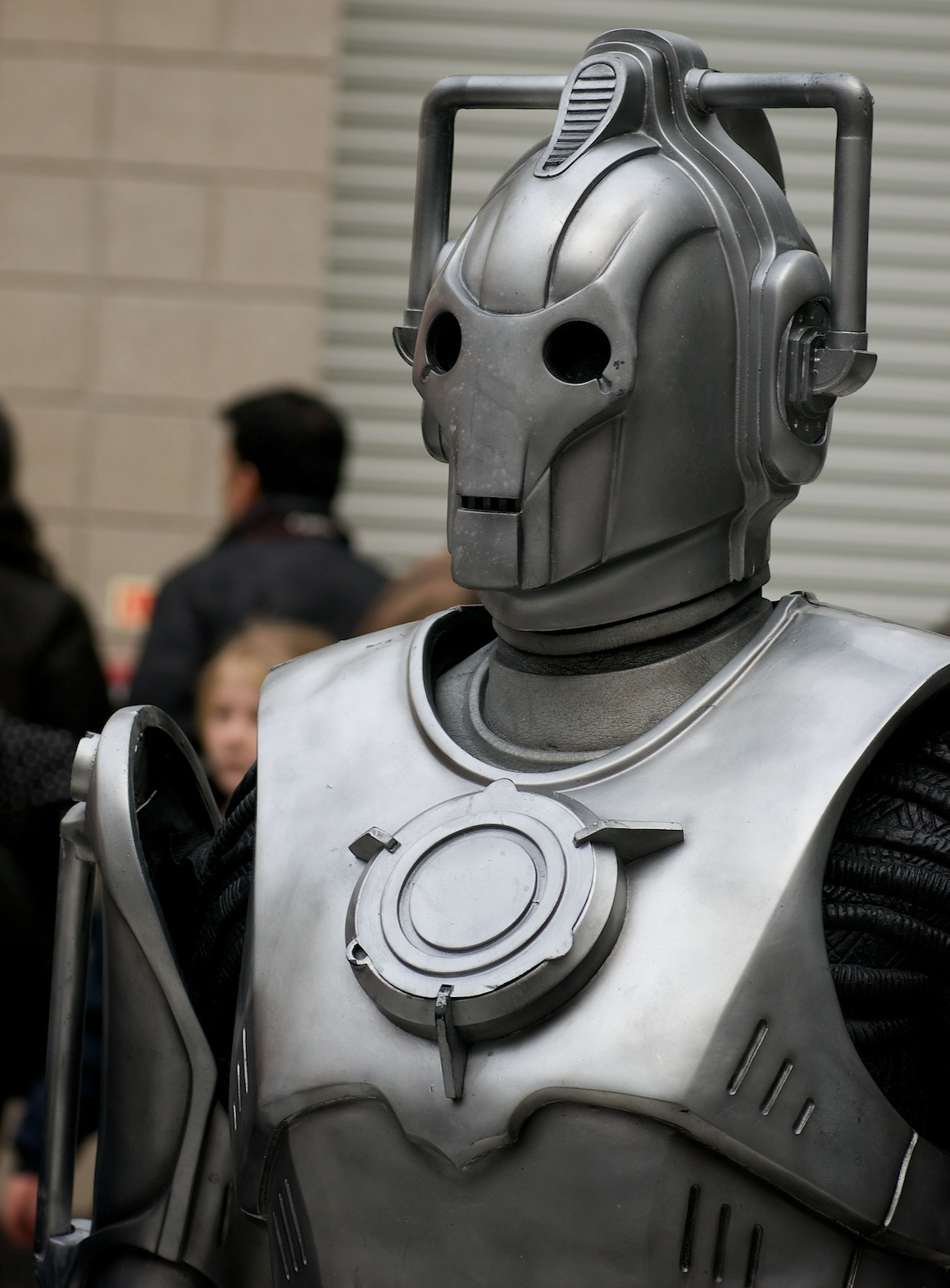
胸のロゴマークがCではなく円になっているサイバーマン

本作に登場したサイバーマンは、第2シリーズの「サイバーマン襲来」「鋼鉄の時代」で登場したパラレルワールドの地球ではなく、惑星モンダスの出身であることが意図されている。ローリーはローマの百人隊長の鎧を纏っており、これは第5シリーズの「パンドリカが開く」と「ビッグバン」で初登場したものである。男性の同性夫婦はドクターが「11番目の時間」でアトラクシを呼び出したことに言及している。"The only water in the forest is the river"（日本語版では「森にある唯一の水は川」）というフレーズは、ガンマの森の人間が Pond を River に翻訳したことの理由としてリヴァーが用いているが、これは「ハウスの罠」でイドリスがローリーに告げた言葉でもある。第7シリーズの「ダーレク収容所」では、デーモンズ・ランでの出来事によりエイミーが妊娠できなくなっていたことが明かされる。

## 製作

### 脚本

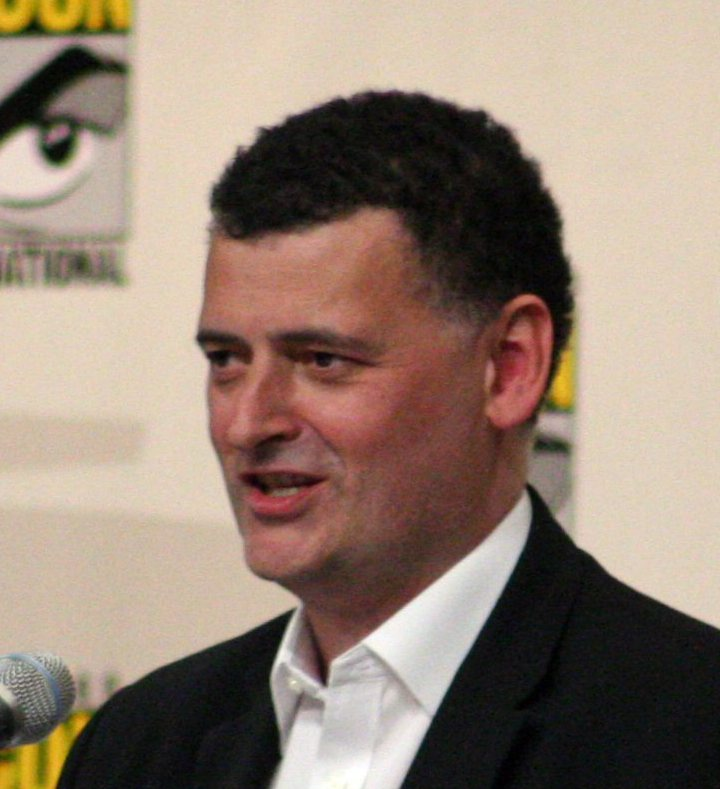
スティーヴン・モファットはリヴァー・ソングの正体を明かし、ドクターに軍隊を結成する力をあることを示すため、本作を執筆した。

「ドクターの戦争」は第6シリーズの第7話かつ『ドクター・フー』の第777エピソードでもあるが、製作チームがそれに気づいたのは撮影後のことであった。本作のアイディアは、筆頭脚本家兼エグゼクティブ・プロデューサーのスティーヴン・モファットが、典型的な平和主義者であるドクターが軍隊を結成するのに十分なほど怒ることができるかを考えたことに端を発する。首なし修道士は第5シリーズ「天使の時間」で初めて言及されており、「天使の時間」に登場した博物館 Delirium Archive が修道院に似た様相を呈していることの説明のために脚本に加えられていた。「天使の時間」と「肉体と石」には同様の武装聖職者隊も登場している。モファットは、『ドクター・フー』における数多くの軍隊は宗教的な起源を持っているらしいと主張した。英語の "doctor" という単語がドクターに由来しているという可能性は、1995年にユースネットでモファットが提唱していた。
モファットはリヴァー・ソングの暴露を長きに亘って計画していた。彼はエイミーというキャラクターを考案した際、リヴァーとのつながりを作るためにポンドという名字を選んでいた。モファットは"疑問と同じくらい複雑な答え"を意図していた。彼は第5シリーズの終わりにアレックス・キングストンにリヴァー・ソングの秘密を教え、外部に漏らすことを許さなかった。主演であるマット・スミスとカレン・ギランおよびアーサー・ダーヴィルはリヴァーの正体に気付いていなかった。リヴァーの正体はトップシークレットとされていた。台本の読み合わせでは嘘の結末が用意され、本物の台本が渡されたのは数人のみであった。
本作では複数の脇役が再登場を果たした。ドリウムは「パンドリカが開く」、ヘンリー・アベリーとトビー・アベリーは「セイレーンの呪い」、スピットファイアのパイロットのダニー・ボーイは「ダーレクの勝利」からカメオ出演した。モファットはジャック・ハークネス役でジョン・バロウマンをカメオ出演させる計画だったが、バロウマンが『秘密情報部トーチウッド』第4シリーズの撮影で多忙だったため実現しなかった。元々本作には「囚われの歌」と「火星の水」および「時の終わり」に登場したウード・シグマも再登場する予定であったが、最終版からは削除された。ウードの製作として、ラッセル・T・デイヴィスの名前がまだクレジットされていた。

### 撮影と効果
「ドクターの戦争」は2011年1月中旬に撮影が開始された。本作の冒頭では様々な舞台が登場し、製作チームに困難さをもたらした。カーディフの路地はヴァストラの登場シーン用にヴィクトリア朝時代の道に見えるように改装され、同じくカーディフのホテルバーはドリウムのナイトクラブに使用された。デーモンズ・ランはカーディフの格納庫と軍事施設で撮影され、宇宙船のような感覚を醸し出すためにスチームが加えられた。聖職者の軍隊は視覚効果により実際よりも大規模なものとなった。エイミーが確保されていた部屋には、「ドクターからの招待状」「静かなる侵略者」で大統領執務室に使用されたセットと同じものが使用された。赤ん坊のメロディー・ポンドは双子が演じ、交替で休憩するという一般的な手法が採用された。双子は生後3ヶ月であった。ギランとダーヴィルは赤ん坊を抱くことに対して緊張していたが、彼ら自身の演技にプラスになっていると感じた。ギラン曰く本作ではエイミーの違う側面が描かれ、女性視聴者は共感するだろうと彼女は考えた。
首なし修道士はスタントマンが演じており、俳優たちは修道士との戦いにおいて即興で自由に振り付けすることができた。首なし修道士のフードが上げられる場面では、普通の修道士役の演者よりも背の低い俳優にショルダーピースを装着して撮影された。ソンターランの司令官ストラックスを演じるダン・スターキーは、「侵略前夜」「死に覆われた星」（2008年）と「時の終わり」（2010年）でもソンターラン役で出演していた。サイルリアンの戦士ヴァストラ役を演じるネーヴ・マッキントッシュは「ハングリー・アース」「冷血」で同じくサイルリアンのアラヤとレスタックを演じていた。スターキーとマッキントッシュの両者とも、効果な特殊メイクと装身具を施した。

## 放送と反応
「ドクターの戦争」はイギリスにおいては BBC One と BBC HD で2011年6月4日、アメリカ合衆国ではBBCアメリカで2011年6月11日に初放送された。イギリスでの当夜の視聴者数は550万人に達し、「ゲンガーの反乱」を50万人上回ってその夜の番組では第6位に位置付けられた。視聴者数の最終合計値は757万人に達し、番組視聴占拠率は31%を記録した。Appreciation Index は88を達成し、これは放送当時における第6シリーズで最高値であった。
日本では『ドクター・フー ニュー・ジェネレーション』第2シリーズとして2016年8月から第6シリーズのレギュラー放送がAXNミステリーにて始まり、「ドクターの戦争」は8月25日午後10時から放送された。なお同日午後11時5分からは次話「ヒトラーを殺そう!」が放送された。

### 批評家の反応
「ドクターの戦争」は一般に肯定的にレビューされた。IGNのマット・リズレイは本作を10点満点で9点と評価し、「素晴らしく限界を突破したスタンドプレーなプレクレジットのテーザーで幕を開け、そこから全く静まらない、シリーズ中盤の雄大なフィナーレだ」と表現した。彼は壮観さとキャラクターの掘り下げを称賛したが、「奇妙な大急ぎのシーン、忘れてもよいような脇役、そして首なし修道士を印象的なものにする機会がないこと」などがある程度あったとも感じた。SFXのデイヴ・ゴールダーは「ドクターの戦争」に5つ星中星3つをつけ、本作が第6シリーズを救ったと述べた。彼は「大胆で自信満ちている颯爽とした物語」や「陽気な台詞や出演者のワット数の上がる演技」を称賛したが、首なし修道士や終盤の戦いの演出にはより批判的であった。インデペンデント紙のニーラ・デブナスは本作を気に入り、クリフハンガーを称賛し、エピソードの複雑性ゆえに人々が番組に惹き込まれてよく考えるようになると感じた。
デイリー・テレグラフのギャヴィン・フラーは、本作は良いものであるが悪役の重要な背景となる動機が欠けていると述べた。また、フラーはリヴァー・ソングがエイミーの娘の成長後の姿であるという暴露について「おそらくすぐに次の数話で洗い流されてしまうシリーズに居心地悪く居座っている物語の糸だろう」と述べた。しかし、彼はマット・スミスの演技を絶賛し、「ここ数週間でマット・スミスのドクターは広く歓迎されるシリアスな文脈に追いついてきた」「それでいて明るい面も残している」「リブァーの真実に気づいたときの彼の気まずい演技は現実味がある」と高く評価した。
ガーディアン紙のダン・マーティンは本作をあまり気に入っておらず、本作にも愛すべき点は多々あるとした上で、クリフハンガーを多用する製作に対し不満を口にした。本作のペースが速く説明もあまり多くなかったことから、彼は女性兵士ローナ・バケットと宗教の感動的な繋がりを一切感じなかった。フラーと違い、マーティンはスミスの演技を気に入っておらず、「戦いで何も起こらなかったことは、私たちが聞いたドクターのダークサイドが全く見られないということだ」と批判し、スミスの前任であるデイヴィッド・テナントが毎週のように怒りを露わにしていたことも指摘した。マーティンは本作の最後の暴露を称賛し、「エイミーが赤ちゃんをメロディーと呼んでから、簡単に見えないように最初から隠されていた」と前置きしたものの、メロディーとリヴァーを結び付けることができず驚いたと述べた。後にマーテインは、当時未放送の「ドクター最後の日」を除いた第6シリーズにおいて、本作を2番目に悪いエピソードに位置付けた。
本作は2012年ヒューゴー賞映像部門短編部門にノミネートされた。受賞はニール・ゲイマンによるエピソード「ハウスの罠」に譲ることとなった。
本作で初登場した19世紀の探偵サイルリアンのマダム・ヴァストラと彼女のアシスタントであるジェニー・フリントはファンの間で極めて人気が高く、数多くのフォーラムやSFXがBBCにスピンオフシリーズの製作を求めている。インタビューでモファットは、スピンオフを製作する時間はないがキャラクターが再登場する可能性はある、と主張した。ヴァストラとジェニーおよび蘇ったストラックスは第7シリーズで複数回の登場を果たし、2019年にはBig Finish のオーディオスピンオフシリーズも製作された。